# ロバート・バーンウェル
ロバート・バーンウェル（Robert Barnwell, 1761年12月21日 - 1814年10月24日）はアメリカ合衆国の政治家。大陸会議で代表を務め、その後の合衆国議会で下院議員を務めた。

## 生涯
1761年、バーンウェルはサウスカロライナ州ビューフォートで生まれた。バーンウェルはビューフォートの公立小学校を卒業した後、家庭教師の下で教育を受けた。アメリカ独立戦争開戦後の1777年、バーンウェルは市民軍に参加し、1779年のサウスカロライナ州ジョーンズ島の戦いに参加した。バーンウェルはその戦いにおいてイギリスの急襲を受け、重傷を負った。
1780年、兵務に復帰したバーンウェルは中尉に昇格した。だが同年5月12日にベンジャミン・リンカーン将軍がチャールストンで投降すると、バーンウェルは捕虜として拘束された。バーンウェルは1781年6月に身柄交換が行われるまで運送船に囚われた。解放後、バーンウェルは市民軍に復帰し、独立戦争終戦までに中佐に昇格した。
ビューフォートに帰郷後、バーンウェルはサウスカロライナ州下院議員に選出され、1787年から1788年まで同職を務めた。1788年から1789年まではサウスカロライナ州代表として大陸会議に参加し、アメリカ合衆国憲法を批准した。バーンウェルは1790年から1791年まで州下院議員を務めた後、1791年から1793年まで全州代表として合衆国下院議員を務めた。その後1794年から1801年まで再び州下院議員を務め、1795年には下院議長を務めた。1805年から1806年までは州上院議員を務め、1805年には議長を務めた。
1814年、バーンウェルはビューフォートで死去した。バーンウェルの遺体は聖ヘレナ聖公会教会の墓地に埋葬された。